# Angerfist
Danny Masseling (Almere, Nizozemska, 20. lipnja 1981.), poznat kao Angerfist, hardcore techno je glazbenik i DJ.

## Djelovanje
Masselingova glazbena djelatnost započinje 2001. godine, kad je poslao demovrpcu DJ Buzz Fuzzu, rukovoditelju producentske kuće BZRK Records. DJ Buzz Fuzzu se svidjela vrpca i potpisao je Masselinga, koji je objavio njegovu prvu ploču pod imenom Menace II Society i Angerfist. Ubrzo je stekao poštovanje u gabber newstyle / hardcore sceni za njegov beskompromisno nasilan i agresivni zvuk, odlikovan bassdrumom čak i u najkrajnijim gabber sredinama. Također je objavljivao i pod imenima 'Kid Morbid', 'Bloodcage', 'Denekamps Gespuis' (privremeni nadimak za komercijalni singl što u prijevodu znači "Gnjida iz Denekampa"), 'Floorcrushers' i 'Roland & Sherman'.
Angerfist u singlovima često dodiruje predmete o serijskim ubojicama i psihopatiji. Članovi skupine nastupaju s hokejaškom maskom na podiju (masku također koriste talijanska hardcore/gabber skupina Art Of Fighters i francuski DJ Dr. Macabre u svojim nastupima uživo.
25. ožujka 2006. godine izašao je Angerfistov prvi CD album, Pissin' Razorbladez, koji sadrži cjeloviti popis njegovih prijašnjih hitova.
Angerfist je objavio još jedan CD album, Mutilate, u ožujku 2008., a objavljen je u producentskoj kući Masters of Hardcore.

## Angerfist kao skupina
Otkada Masseling ne može sam uživo nastupati, zatražio je pomoć od prijatelja da formiraju Angerfist kao skupinu koja nastupa uživo. U skupini Angerfist trenutno su troje ljudi:
- DJ Angerfist (Danny Masseling)
- DJ Crucifier (Grzegorz Luzynski)
- MC Prozac

## Diskografija
Objavljeno pod nadimkom Angerfist
- 2002. - Criminally Insane
- 2003. - Breakin' Down Society EP
- 2004. - Raise Your Fist EP
- 2006. - Broken Chain EP
- 2006. - Pissin' Razorbladez
- 2006. - Towards Isolation
- 2008. - Alles Kut Enter
- 2008. - In A Million Years EP
- 2008. - Masters Of Hardcore - A Rage In Italy (CD + DVD)
- 2008. - Mutilate
- 2008. - Mutilate E.P.
- 2008. - "Radical (Official Dominator 2008 Anthem)"
- 2009. - Masters Of Hardcore - Italian Freakz
- 2009. - No Fucking Soul
- 2009. - Remixes & Refixes
- 2009. - "Tonight"
- 2010. - "Voice Of Mayhem (Official Masters Of Hardcore 15 Years Anthem)"
- 2010. - The Voice Of Mayhem
- 2010. - "Deadly Volts"
- 2010. - "The Culture"
- 2010. - "The Milition"
- 2010. - "The Switch (Meccano Twins Remix)"
- 2010. - "Angerfist Megamix 2010"
- 2010. - "And Jezus Wept"

Objavljeno pod nadimkom Bloodcage
- 2002. - "Cagefight"
- 2003. - "Antichrist Superstar"
- 2007. - "Strangle And Mutilate"
- 2010. - "The Road To Fame"
- 2010. - "Sacrelige"

Objavljeno pod nadimkom Denekamps Gespuis
- 2003. - "Gas Met Die Zooi"
- 2008. - "Gas Met Die Zooi (Tha Playah Remix)"

Objavljeno pod nadimkom Floorchrushers
- 2009. - "Psycho Stylez"

Objavljeno pod nadimkom Kid Morbid
- 2002. - The X-Zone
- 2004. - Definition Of The End

Objavljeno pod nadimkom Menace II Society
- 2001. - "Fuck Off"
- 2001. - "We Will Prevail"
- 2002. - Fear Of Others EP
- 2002. - Son Of A Bitch
- 2004. - "Definition Of The End"

Objavljeno pod nadimkom Roland & Sherman
- 2006. - "Wij Zijn Roland & Sherman"
- 2009. - "Jonge Edammer"
- 2010. - "Somewhere Down The Lane"

## Remixevi
- 2002. - Outblast - "Hey Motherfuckers (Angerfist Remix)"
- 2005. - Art Of Fighters vs. Nico & Tetta - "I Became Hardcore (Angerfist Remix)"
- 2005. - Human Resource - "Dominator (Outblast & Angerfist mix)"
- 2005. - Negative A - "Suck My Dick (Angerfist Remix)"
- 2005. - Noize Suppressor - "Bonecrusher (Angerfist Remix)"
- 2005. - Outblast - "Time To Make A Stand (Angerfist Remix)"
- 2007. - Paul Elstak - "You're A Hardcore Hooligan (Angerfist Remix)"
- 2008. - Rotterdam Terror Corps vs. The Headbanger - "Banging Your Fist (Angerfist Remix)"
- 2008. - Kasparov ft. MC Raw - "We Will Dominate (Angerfist Refix)"
- 2008. - Diss Reaction - "Jiiieeeaaa (Angerfist Remix)"
- 2008. - Headbanger - "Dark Impulses (Angerfist Refix)"
- 2009. - Dione - "Eye Of The Storm (Angerfist Remix)"
- 2009. - Tha Playah - "Mastah Of Shock (Angerfist Remix)"
- 2009. - G-Town Madness & The Viper - "Cliffhanger (Angerfist Remix)"
- 2009. - Placid K - "It's Been A Long Time (Angerfist Remix)"
- 2010. - Outblast & Angerfist - "The Dominators 2009 Refix"
- 2010. - Korsakoff - "Unleash The Beast (Angerfist Remix)"

## Pjesme koje Angerfist nije producirao
Treba posebno napomenuti kako neke pjesme nije napravio sam Angerfist, nego su tzv. "Limeware gabberi" tim pjesmama izmijenili (u nekim ostavili) izvorne nazive pjesmama te su ih objavili pod Angerfistovim imenom, a te pjesme se mogu naći pod ovim nazivima:
- Angerfist - "Art Of Fighters"

(izvorno: Art Of Fighters - "Artwork")
- Angerfist - "Spook"

(izvorno: Partyraiser & DJ Triax - "Ghost Connections")
- Angerfist - "Base Alert"

(izvorno: Base Alert - "Zoo")
- Angerfist - "Übermensch"

(izvorno: Art Of Fighters - "Earthquake")
- Angerfist - "My Soldier"

(izvorno: Art Of Fighters - "Bitcrusher")
- Angerfist - "Prednison Attack" ili "Project Omeaga"

(izvorno: Project Omeaga - "Prednison Attack"
- Angerfist - "Jumpstyle Remix"

(izvorno: nečiji jumpstyle remix pjesme "Schnappi, das kleine Krokodil")

## Vanjske poveznice
- Angerfist – službena stranica
- Angerfist u Discogs
- Angerfist u MusicBrainz
- Angerfist u MindViz